# Roy Maurice Keane
Roy Maurice Keane (Mayfield, Cork, 10 d'agost, 1971) fou un futbolista i actual entrenador de futbol irlandès.

## Trajectòria

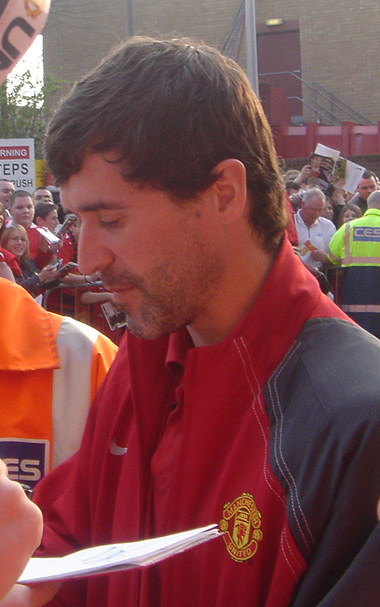
Roy Keane

Era un centrecampista de caràcter agressiu. Durant els seus 17 va defensar els colors de diversos clubs de les Illes Britàniques: Cobh Ramblers a Irlanda, Nottingham Forest FC i, on més destacà, Manchester United FC (ambdós a Anglaterra), i el Celtic FC a Escòcia.
Al Manchester en fou capità entre 1997 i 2005. En els més de 12 anys al club va viure una de les millors èpoques de l'entitat. Va jugar 323 partits de lliga amb el ManU, marcant 33 gols. En competicions europees jugà 79 partits, on marcà 13 gols.
Amb la selecció irlandesa jugà durant 14 anys, molts d'ells com a capità. Disputà dues fases finals de la Copa del Món els anys 1994 i 2002.
Un cop retirat es convertí en entrenador. La seva primera experiència la va viure al Sunderland, club que agafà a la 23a posició i el portà a guanyar la segona divisió i l'obtenció de l'ascens a la Premier League.
Fou nomenat per Pelé com un dels 100 futbolistes vius més importants el març del 2004.

## Palmarès

### Com jugador
Manchester United
- FA Premier League: 7
  - 1994, 1996, 1997, 1999, 2000, 2001, 2003
- FA Cup: 4
  - 1994, 1996, 1999, 2004
- FA Community Shield/Charity Shield: 4
  - 1993, 1996, 1997, 2003
- Lliga de Campions de la UEFA:1
  - 1999
- Copa Intercontinental de futbol: 1
  - 1999

Celtic
- Lliga escocesa de futbol: 1
  - 2006
- Copa de la Lliga escocesa de futbol: 1
  - 2006

### Com entrenador
Sunderland AFC
- Football League Championship: 1
  - 2007